# Euphyia coniophylla
Euphyia coniophylla là một loài bướm đêm trong họ Geometridae.